# Agrostis tsiafajavonensis
Agrostis tsiafajavonensis é uma espécie de gramínea do gênero Agrostis, pertencente à família Poaceae.